# The Gold Collection
The Gold Collection è un album del 1996 della cantante pop britannica Kim Wilde.

## Tracce
1. Kids in America – 3:25
2. Chequered Love – 3:21
3. Water on Glass – 3:35
4. Everything We Know – 3:42
5. Young Heroes – 3:16
6. 2-6-5-8-0 – 3:10
7. You'll Never Be So Wrong – 4:10
8. Falling Out – 4:02
9. Tuning in Tuning On – 4:24
10. Ego – 4:10
11. View from a Bridge – 3:30
12. Words Fell Down – 3:30
13. Action City – 3:23
14. Just a Feeling – 4:09
15. Chaos at the Airport – 3:18
16. Take Me Tonight – 3:51
17. Can You Come Over – 3:34
18. Wendy Sadd – 3:48
19. Our Town – 3:47
20. Cambodia Reprise – 3:19